# Charlie Cresswell
Charlie Richard Cresswell (* 17. August 2002 in Preston) ist ein englischer Fußballspieler. Der Verteidiger steht aktuell beim FC Toulouse unter Vertrag.

## Karriere

### Verein
Der Sohn des ehemaligen Fußballprofis Richard Cresswell kam 2013 in die Jugendakademie von Leeds United. Im September 2019 unterschrieb er dort seinen ersten Profivertrag. Sein Profidebüt für Leeds gab er am 16. September 2020 im EFL-Cup-Spiel gegen Hull City. Am 19. November 2020 verlängerte Cresswell seinen Vertrag bis zum Sommer 2023. Sein Debüt für Leeds United in der Premier League gab Cresswell am 25. September 2021, als er in der Startaufstellung bei der 1:2-Niederlage gegen West Ham United stand.
Zur Saison 2022/23 wurde Cresswell für eine Spielzeit an den Zweitligisten FC Millwall verliehen. Gleich in seinem ersten Spiel für die "Lions" aus dem Südosten Londons erzielte er beide Treffer beim 2:0-Sieg gegen Stoke City. Im Sommer 2023 kehrte Cresswell zu Leeds United zurück und unterschrieb einen neuen Vierjahresvertrag. In der Saison 2023/24 kam er nur auf fünf Einsätze in der EFL Championship, in die Leeds mittlerweile abgestiegen war. Am 8. Juli 2024 unterschrieb Cresswell einen Vertrag beim FC Toulouse in der französischen Ligue 1.

### Nationalmannschaft
Am 2. Oktober 2020 wurde Cresswell in den Kader der englischen U19-Auswahl berufen. In einem Freundschaftsspiel gegen Schottland erzielte er in der ersten Halbzeit ein Tor. England ging mit einer 3:1-Führung in die Halbzeitpause. Das Spiel wurde jedoch in der Pause abgebrochen, nachdem ein Mitglied des Trainerstabs positiv auf COVID-19 getestet worden war.
Cresswells erste Berufung in die englische U21-Auswahl erfolgte am 27. August 2021. Sein Debüt gab er am 11. November 2021 als Einwechselspieler beim 3:1-Sieg gegen die Tschechische Republik.
Am 14. Juni 2023 wurde Cresswell in den englischen Kader für die UEFA-U21-Europameisterschaft 2023 berufen. Dort kam er beim 2:0 der Engländer im Vorrundenspiel gegen Deutschland über die gesamte Spielzeit zum Einsatz. Im weiteren Verlauf des Turniers, das England durch einen 1:0-Sieg im Finale gegen Spanien gewann, wurde Cresswell nicht mehr eingesetzt.
Anlässlich der U-21-Europameisterschaft 2025 in der Slowakei wurde Cresswell von Trainer Lee Carsley erneut für das englische Aufgebot nominiert. Dabei erzielte er im Auftaktspiel beim Sieg der Engländer gegen die Tschechische Republik ein Kopfballtor zum Endstand von 3:1.

## Titel
- U21-Europameister (2): 2023, 2025